# Висарион Дебърски
Висарион Дебърски е български духовник и книжовник от XVI век.

## Биография
Висарион е роден около началото на XVI век в големия българо-албански македонски град Дебър. В продължение на 25 години развива книжовна дейност в Слепченския манастир успоредно с Висарион Слепченски, като специализира в ръкописи за четене.
Известни са 9 изцяло или частично написани от него книги:
- Откъс от съчиненията на Дионисий Ареопагит с тълкованията на Максим Изповедник (РНБ. F. I. 488/13), 1542 г.;
- Лист 210-373 от Книга на Царствата (РГБ. Григор. № /М., 1684), 1544 г.;
- Откъс от Сборника със съчинения на Дионисий Ареопагит, Григорий Палама и Йоан Дамаскин (СПб. БАН. 33. 16. 12);
- Началната част (лист 4-6) на Слепченския поменик (ОГНБ. № 1/116), 1548 г.;
- Съчинения на Дионисий Ареопагит с тълкованията на Максим Изповедник и „Небеса“ на Йоан Дамаскин (НБКМ. № 1032, откъс — РНБ. F. I. 488/15, 16), 1553 г.;
- „Небеса“ на Йоан Дамаскин (Ч. 3) и слова на Григорий Палама (София. Библиотека на БАН. № 82), 2-рата четвърт на XVI век;
- Стишен пролог за септември-февруари (София. Библиотека на БАН. № 75), средата на XVI век;
- Четвероевангелие (София. Библиотека на БАН. № 16), средата на XVI век;
- Сборник, съдържащ част 3 на „Небеса“ на Йоан Дамаскин, слова на Григорий Палама, съкратена версия на граматическия трактат на Константин Костенецки „Словеса вкратце“ и „Песн на песните“ без тълкования (НБКМ. № 311), средата на XVI век.[1]

Всички ръкописи без кодекса от 1553 г. са атрибутирани по почерка. Правописът на книгите, преписани от Висарион, е по правило добър ресавски. Използва няколко варианта на немного калиграфски полуустав и курсив, преимуществено в глосите и тълкованията.
Дейността на двамата съименници монаси в Слепченския манастир е непосредствено свързана с реализацията на програмата на архиепископ Прохор Охридски (1528/29 – 1550) за възраждане и разпространение на славянската книжовност в епархията. Критериите за различаване на ръкописите на двамата Висарионовци са изработени от С. Николова.